# Marc Hennerici

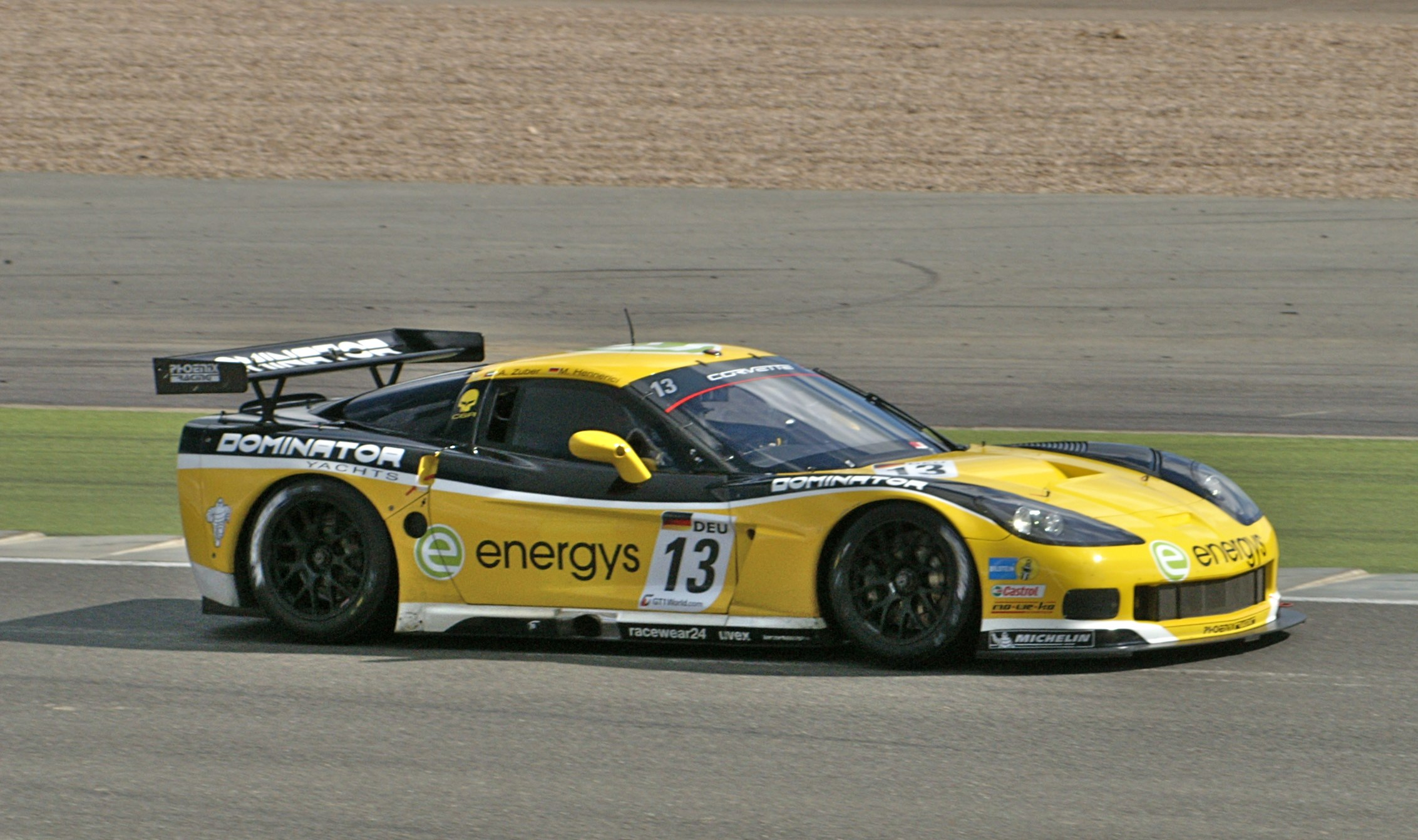
Marc Hennerici 2010 mit der Corvette Z06 des Teams Phoenix Racing

Marc Wolfgang Hennerici (* 10. Mai 1982 in Mayen) ist ein deutscher Rennfahrer deutsch-brasilianischer Abstammung, der in diversen Sport- und Tourenwagenrennen startet. 2005 gewann er die Independence Trophy in der Tourenwagen-Weltmeisterschaft (WTCC). 2010 konnte er die FIA GT1 Weltmeisterschaft auf Gesamtposition 5 beenden.

## Karriere
Hennerici fand durch die geographische Nähe zum Nürburgring und durch die familiäre Verwurzelung mit dem Motorsport schon früh zum Motorsport. So startete er bereits 1989 im Alter von sechs Jahren bei Kartslalom-Veranstaltungen. Hennerici fuhr bis einschließlich 1998 Kart und konnte u. a. zweimal Meister im Westdeutschen ADAC Kart Cup werden. 1994 gewann er die Clubmeisterschaft des Kart-Clubs in Kerpen.
Von 1999 bis 2001 nahm Hennerici an der Formel Junior und anschließend an der Formel BMW teil. 2002 erfolgte der Umstieg in den Tourenwagensport, in dem Hennerici 2005 die Independence Trophy in der WTCC gewinnen konnte. 2006 startete Hennerici in der VLN und gewann die VLN Junior Wertung und beendete das 24h-Rennen auf zwei Rennfahrzeugen jeweils mit einem Klassensieg und auf den Gesamtpositionen 5 und 7. 2007 erreichte Hennerici zusammen mit Marc Basseng fünf Gesamtsiege in der VLN. Beim internationalen ADAC-24h-Rennen 2007 erreichte Hennerici den dritten Platz in der Gesamtwertung. 2009 gewann er die GT3-Klasse des 24-Stunden-Rennens von Spa-Francorchamps und zusammen mit Teamkollege Luca Ludwig die Vizemeisterschaft im ADAC GT Masters.
2010 und 2011 startete Hennerici in der FIA-GT1-Weltmeisterschaft, welche er 2010 auf dem fünften Gesamtrang mit jeweils einem Laufsieg und einer Pole-Position beenden konnte. Ab der Saison 2012 startete Hennerici in der Blancpain Endurance Series und konnte dort 2012 den dritten Gesamtrang in der Profi-Wertung erreichen. Zu einer Besonderheit kam es 2012 beim Rennen auf dem Nürburgring, welches Hennerici gewinnen konnte. Parallel ist er als Organisationsleiter ebenfalls für die Durchführung dieser Veranstaltung verantwortlich gewesen und wechselte zwischen Rennfahrzeug und Organisationsbüro. Ab der Saison 2014 reduzierte Hennerici sein Engagement als aktiver Rennfahrer auf den Motorsport auf der Nordschleife. Dort erzielte er 2015 gemeinsam mit Christian Menzel weitere Klassensiege im Porsche Carrera in der Cup-Wertung der VLN. 2016 konnte Hennerici zusammen mit Moritz Oberheim 8 von 10 Rennen der neu geschaffenen Porsche Cayman Trophy innerhalb der VLN gewinnen und wurde erster Meister dieses Markenpokals.

## Persönliches
Hennerici stammt aus einer Rennfahrerfamilie. Sein Großonkel Günther Hennerici war Gründer und Teamchef des Teams Eifelland Caravans, das Anfang der 1970er Jahre an einigen Formel-1-Rennen teilnahm. Sein Großvater Heinz Hennerici, der im Zweiten Weltkrieg einen Arm verloren hatte, war ebenfalls Rennfahrer.
Hennerici lebte zwischenzeitlich in Bonn, wo er Volkswirtschaftslehre studierte und 2011 erfolgreich sein Diplom ablegen konnte. Mittlerweile ist Marc Hennerici mit seiner langjährigen Partnerin Maike verheiratet und Vater eines Sohnes. Er lebt wieder in seiner Heimatstadt Mayen. Zwischen 2011 und 2018 zeichnete Hennerici sich für die Abteilung „Sport und Event“ des ADAC Mittelrheins in Koblenz verantwortlich.

## Statistik

### Erfolge
- 1994: Clubmeister Kart Club Kerpen
- 1996: 1. Platz Westdeutscher ADAC Kart Cup (POP Junioren); 3. Platz Deutsche ADAC POP Juniorenmeisterschaft
- 1997: 1. Platz Westdeutscher ADAC Kart Cup (POP Senioren);
- 1998: 2. Platz Westdeutscher ADAC Kart Cup (IC/A Senioren)
- 1999: 5. Platz BMW ADAC Formel Junior Cup
- 2000: BMW Formel ADAC
- 2001: BMW Formel ADAC
- 2002: VLN
- 2003: Deutscher Meister Alfa 147 Cup; 3. Platz Tourenwagenweltfinale Macau
- 2004: 4. Platz Deutsche Produktionswagenmeisterschaft
- 2005: 1. Platz Independence Trophy WTCC (5 Siege); Klassensieg (SP3) 24h Nürburgring
- 2006: 1. Platz VLN Junior Trophy; 8 Klassensiege (SP10) in der VLN, 5. Platz gesamt und Klassensieg (SP10) 24h Nürburgring
- 2007: 5 Gesamtsiege VLN; 3. Platz gesamt 24h Nürburgring
- 2008: 10. Platz ADAC GT Masters (1 Sieg)
- 2009: Vizemeister ADAC GT Masters, Teammeister ADAC GT Masters, 1. Platz 24h Spa (GT3), 7. Platz FIA GT1 Oschersleben
- 2010: FIA GT1 WM mit Phoenix Racing
- 2011: FIA GT1 WM mit MarcVDS
- 2012 bis heute: VLN